# Caren Metschuk
Caren Metschuk (República Democrática Alemana, 27 de septiembre de 1963) es una nadadora alemana retirada especializada en pruebas de estilo libre y estilo mariposa, donde consiguió ser campeona olímpica en 1980 en los 100 metros.

## Carrera deportiva
En los Juegos Olímpicos de Moscú 1980 ganó tres medallas de oro: en 100 metros mariposa —con un tiempo de 1:00.42 segundos por delante de las también alemanas Andrea Pollack  y Christiane Knacke— en 4 x 100 metros estilos —con un tiempo de 4:06.67 segundos que fue récord olímpico por delante de Reino Unido y la Unión Soviética— y en 4 x 100 metros estilo libre, por delante de Suecia y Países Bajos. Además ganó la plata en los 100 metros estilo libre, con un tiempo de 55.16 segundos, tras su compatriota Barbara Krause  y por delante de otra alemana Ines Diers.